# Playback blu
Playback blu è il secondo album dei Soerba, uscito un anno dopo l'album d'esordio. Contiene il brano Noi non ci capiamo, con cui il gruppo partecipò all'edizione del 1999 di Sanremo Giovani. Dal brano è stato tratto anche un videoclip.

## Tracce
1. - Noi non ci capiamo
2. - Disco volante
3. - I Am Happy
4. - Il tipo ideale
5. - Perché non dirlo
6. - Fuori di testa
7. - Frittata
8. - Abito
9. - Stare in posizione
10. - L'esperienza
11. - Ci sono
12. - Normale tu
13. - Felice di stare sull'erba